# 哈义·本·叶格赞的故事
《哈义·本·叶格赞的故事》（阿拉伯语：‎ Ḥayy ibn Yaqẓān），阿拉伯文哲学寓言小说，作者是12世纪阿拉伯穆斯林博学家伊本·图费勒。其拉丁文译本名为《自修的哲学家》（拉丁語：Philosophus Autodidactus）。哈义·本·叶格赞这一名字是小说的主人公，取自伊本·西那的著作。小说讲述了一个无人岛上的野孩子在瞪羚抚养下，通过自主学习逐步悟出哲学真理的故事。小说极大地影响了伊斯兰哲学乃至启蒙时代哲学的发展。

## 情节
哈义是东印度群岛中一座无人岛上成长起来的野孩子，无父母，由瞪羚抚养长大。哈义只学会走路，会模仿瞪羚、鸟类等周边动物的叫声。他理解了动物们的语言，也习得了动物们的本能行为。他用动物皮做鞋子和衣服，还开始观测星体，逐渐习得大量天文学知识。他不断观测周边的生物和环境，从而掌握了大量自然科学、哲学和宗教的知识。他得出结论：造物主必定存在。哈义决定清心寡欲地生活，只吃素食，像苏菲行者一般。哈义在30岁时遇到了他见到的第一位人类，是为一个遭遇海难的逃难者。到49岁，他有了很高的哲学造诣，可以教化他人。

## 观点
伊本·图费勒在《哈义·本·叶格赞的故事》以寓言的形式表达了其哲学观点：
1. 人类仅凭观察和思考自然世界，足以达到先知的造诣水平，后天教育并非必需。
2. 通过观察、实验和推理获得的信息与宗教启示不相矛盾。换句话说，宗教和哲学（或科学）是兼容的，而不是矛盾的。
3. 获得真理是个人的事情，每个人都可以做到。
4. 宗教的外化掩饰，如偶像崇拜、物质依赖等，是普罗大众必需的，这是为了让他们有着体面的生活。但偶像和物质是阻碍求真的混淆品，发觉了这一点的人就应该抛弃它们[6]。

## 影响
伊本·图费勒写作此小说也是为了呼应安萨里的著作《哲学家的矛盾》。伊本·纳菲斯在13世纪著成小说《自修的神学家》呼应此作。《自修的哲学家》是阿拉伯文学历史上的名著，在欧洲文学也有着非比寻常的影响力，在17世纪和18世纪成为西欧畅销书。此作显著地影响了伊斯兰哲学和近代西方哲学的发展，被视为激发科学革命和启蒙时代的先驱之作，其中的思想在托马斯·霍布斯、约翰·洛克、艾萨克·牛顿、伊曼努尔·康德的著作中都有体现 。
该书的拉丁文版《自修的哲学家》最早出现在1671年；首部英文译本出版于1708年。该作也激发了丹尼尔·笛福的灵感，促使他创作出《鲁滨逊漂流记》，同样讲述了一个无人岛上的幸存者的故事。小说也促使了威廉·洛克之《人類理解論》中白板概念的诞生。书中哈义的唯物主义观念和卡尔·马克思的历史唯物主义也有一定相似之处。该书还预示了后世提出的莫利紐茲問題。戈特弗里德·莱布尼茨、約翰·沃利斯、克里斯蒂安·惠更斯、貴格會、伏尔泰的思想也都受到此书影响。